# حزب چپ (سوئد)
حزب چپ (به سوئدی: Vänsterpartiet) یک حزب سیاسی سوسیالیست در سوئد است. رهبر کنونی این حزب نوشی دادگستر است که از سال ۲۰۲۰ این مقام را در اختیار دارد. این حزب در سال ۱۹۱۷ با انشعاب از حزب کارگران سوسیال دموکرات سوئد و با نام حزب چپ سوسیال دموکرات تأسیس شد. در سال ۱۹۲۱ نام حزب به حزب کمونیست سوئد تغییر کرد و از سال ۱۹۶۷ تا ۱۹۹۰ نیز با نام حزب چپ–کمونیست‌ها شناخته می‌شد. حزب چپ مخالف خصوصی‌سازی است. این حزب مخالف پیوستن سوئد به اتحادیه اروپا بود و تا سال ۲۰۱۹ از جدایی این کشور از اتحادیه اروپا حمایت می‌کرد. این حزب عضوی از ائتلاف چپ سبز اسکاندیناوی است. سازمان جوانان این حزب به نام چپ جوان (به سوئدی: Ung Vänster) شناخته می‌شود.
در جدیدترین انتخابات سراسری سوئد در سال ۲۰۱۸، حزب چپ موفق به کسب ۸٪ آرا و ۲۸ کرسی در ریکسداگ گردید. این حزب همچنین یک نماینده در پارلمان اروپا دارد.